# محمد بدرخانی
محمد بدرخانی سیاست‌مدار ایرانی بود، که در  دوره بیست و سوم  به‌عنوان نماینده کرج در مجلس شورای ملی حضور داشت.